# Théophile-Malo de La Tour d'Auvergne-Corret
Théophile Malo de La Tour d'Auvergne-Corret, né le 23 décembre 1743 à Carhaix (ou aux environs) en Bretagne et mort le 27 juin 1800  à Oberhausen en Bavière, est un militaire français. Napoléon lui donna le titre « premier grenadier de la République ». Il a également écrit plusieurs ouvrages sur l'histoire de la Bretagne et des langues celtiques.

## Biographie

### Ancien Régime
Fils de l'avocat Olivier Corret et de Jeanne Lucrèce Salaün, il naquit à Saint-Hernin (où son père était régisseur du château de Kergoët) et fut baptisé à Carhaix. Les historiens ont toutefois dénombré pas moins de neuf lieux de naissance possibles, dont huit identifiables : Pontivy, Laniscat, Carnoët, Maël-Carhaix, Trébrivan, Trémargat, Saint-Hernin et Carhaix.
À sa sortie du Collège des Jésuites de Quimper, il choisit l'armée (vers 1765) alors que son père voulait qu'il devienne avocat et sa mère un dignitaire de l'Église.
En 1767, il entra, en qualité de soldat, dans la deuxième compagnie des mousquetaires. Né Théophile-Malo Corret, il ajouta à son nom de famille celui de Kerbauffret précédé d'une particule, sans pouvoir prétendre être de condition noble.
Prétendant descendre d'un fils naturel de Turenne et d'Adèle Corret, nommé Henri Corret, il ajouta à son nom celui de La Tour d'Auvergne en 1777, après avoir obtenu d'un descendant du duc de Bouillon un courrier attestant d'une souche commune, le 23 octobre de cette même année. Le 20 mai 1785, un diplôme autorisa Malo Corret à faire précéder son nom de naissance de celui de La Tour d'Auvergne.
En 1781, il s'engage comme volontaire dans le régiment de Bretagne et participe et durant le siège du fort Saint-Philippe il fait preuve de sa valeur militaire. Pendant une action meurtrière, il sauva la vie d'un officier espagnol blessé en le rapportant au camp sur ses épaules ; puis il revint au combat. Le roi d'Espagne lui accorda une décoration, qu'il accepta, mais il refusa la pension qui y était attachée.

### Révolution

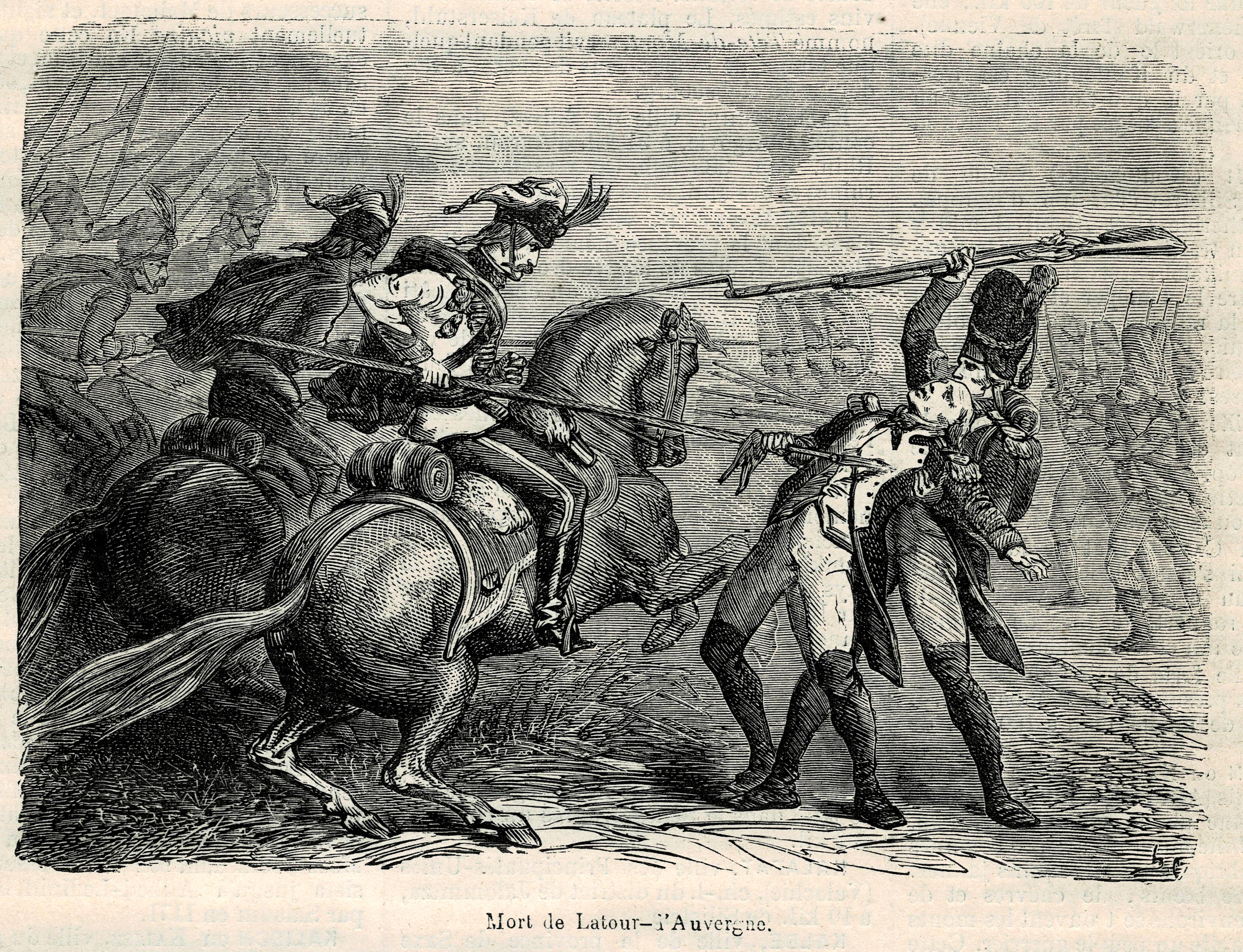
Mort de Théophile-Malo de La Tour d'Auvergne-Corret à la bataille de Neubourg.

Il rallia les armées de la République et fut promu capitaine de grenadiers en 1792. Lazare Carnot, ministre de la guerre, dit de lui qu'il était « le plus brave parmi les braves ». Engagé dans l’ancien régiment de Bretagne, le 46e régiment d’infanterie, il servit dans les armées révolutionnaires de Savoie et dans l’armée des Pyrénées orientales, où il commandait toutes les compagnies de grenadiers formant l'avant-garde et appelées colonnes infernales. Presque toujours cette phalange avait décidé de la victoire lorsque ce corps d'armée arrivait sur le champ de bataille.
Ses loisirs étaient consacrés à des méditations ou à des travaux littéraires, et il était appelé pour ses avis à tous les conseils de guerre.
Malade, il quitta l'armée. S'étant embarqué après la paix avec l'Espagne pour se rendre dans sa province, il fut pris en 1794 par un corsaire britannique : le voilier sur lequel il avait embarqué à Bayonne à destination de Brest fit naufrage au large de Camaret, et La Tour d'Auvergne fut fait prisonnier par une escadre britannique en même temps que l'équipage. On voulut le forcer à quitter sa cocarde ; la passant à son épée jusqu'à la garde, il déclara qu'il périrait plutôt en la défendant.
Il fut interné sur des pontons dans le sud-ouest de l'Angleterre. Durant son internement, il se consacra à l'écriture d'un dictionnaire français-celtique. Il fut libéré en 1797.

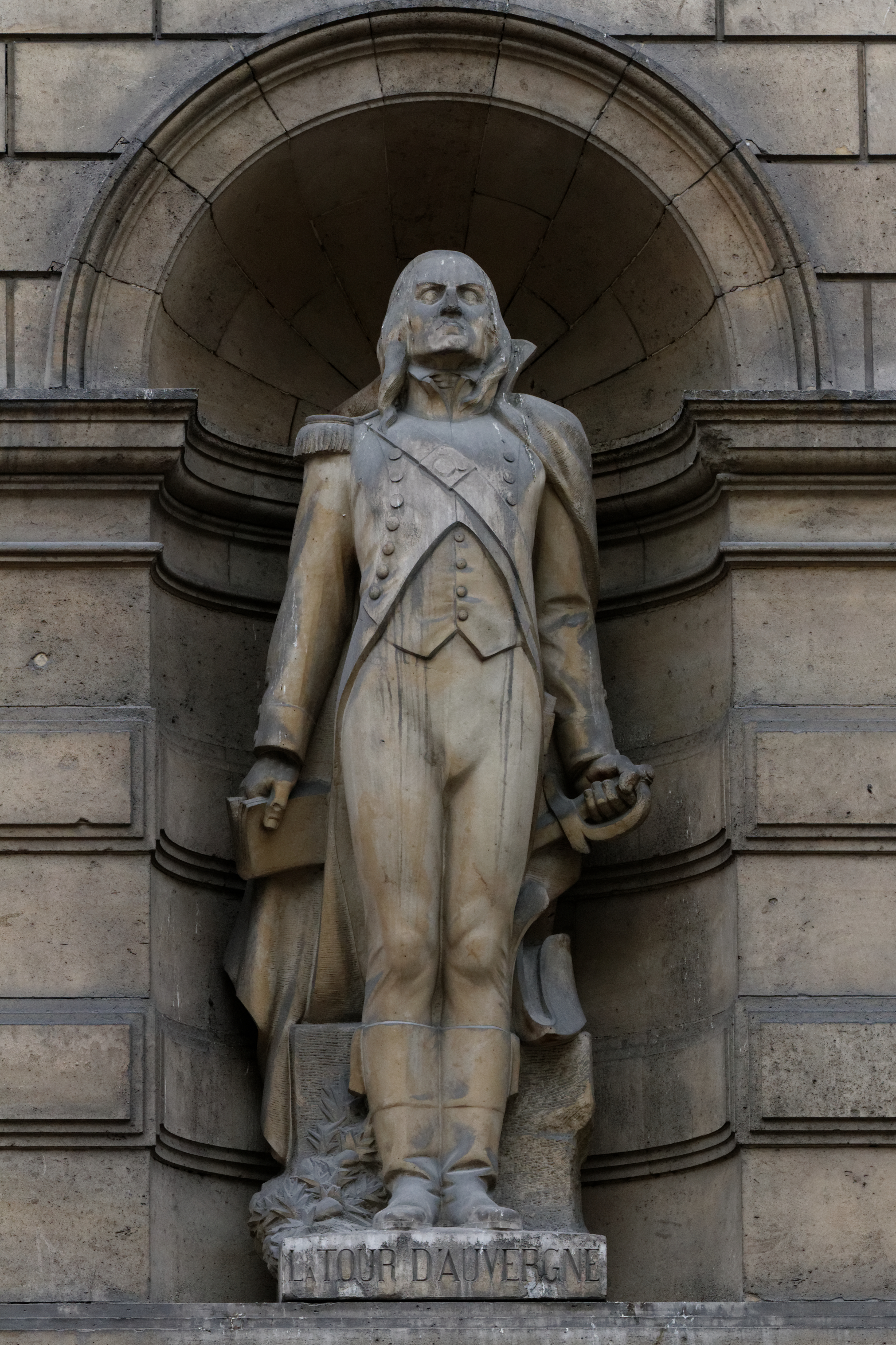
Latour d'Auvergne par Éloi Robert, musée du Louvre, rue de Rivoli.

À son retour en France, il se rendit à Paris, où il apprit qu'un de ses amis, nommé Le Brigant, octogénaire, venait d'être séparé de son jeune fils, le seul encore en vie, par la réquisition ; il se présenta aussitôt au Directoire, obtint de remplacer le jeune conscrit et le rendit à sa famille, rejoignant l'armée en tant que simple soldat. Il se rendit célèbre par son courage et sa modestie.
Il partit pour l'armée du Rhin comme volontaire. Il fit la campagne de 1799 en Suisse, fut élu membre du Corps législatif après le 18 brumaire, mais refusa de siéger : « Je ne sais pas faire des lois, je sais seulement les défendre, envoyez-moi aux armées. » Comme il avait refusé plusieurs promotions, on ne trouva pour lui que le titre de « premier grenadier de la République », que lui donna Napoléon.
Le 27 juin 1800, au soir de la bataille de Neubourg (combat de Oberhausen), en Bavière, il fut touché au cœur par un coup de lance alors que la 46e demi-brigade de l'armée du Rhin est assaillie par la cavalerie adverse.
Il avait légué sa bibliothèque à Éloi Johanneau.

## Défense et illustration de la langue celtique
«...Comme il faut qu'en Bretagne rien ne soit comme partout ce fut un grenadier nommé La Tour d'Auvergne qui découvrit les beautés de la langue bretonne, 1780, sa littérature et ses mœurs...» Max Jacob.
La Tour d'Auvergne fut aussi un celtisant (on lui devrait les mots menhir et dolmen), amateur d'antiquités gauloises et étudiant des langues celtiques (principalement le breton), notamment avec l'avocat Le Brigant (archéologue à ses heures). Au XXe siècle, Christian-Joseph Guyonvarc'h et Françoise Le Roux qualifieront les deux hommes de celtomanes.
La mort a empêché La Tour d'Auvergne-Corret de publier un dictionnaire polyglotte où il comparait 45 langues avec le bas-breton. Il l'avait mis au net avant son dernier départ pour l'armée du Rhin. Dans ses Origines gauloises, publié en 1792, il présente la langue bretonne comme la plus ancienne du monde.

## Citations
- « J'ai près de 800 livres de rente, quelques livres, mes manuscrits, de bonnes armes, c'est beaucoup pour un grenadier en campagne, c'est assez pour un homme qui ne s'est pas fait de besoins dans sa retraite. »
- Le prince de Bouillon, qui avait obtenu par le crédit de La Tour d'Auvergne la restitution de ses biens (la famille de La Tour d'Auvergne était une branche bâtarde de celle de Bouillon), lui offrit une terre, rapportant 10 000 livres de rentes, à Beaumont-le-Roger ; il refusa, ne voulant pas mettre de prix à ses services.
- Un député lui vantait son crédit et lui offrait sa protection. « Vous êtes donc bien puissant, lui dit La Tour d'Auvergne, qui se trouvait alors dans le plus grand dénuement. — Sans doute. — Eh bien ! demandez pour moi… — Un régiment ? — Non, une paire de souliers. »
- « Son érudition égale sa bravoure », dit Lazare Carnot dans une lettre à Napoléon Ier.

## Œuvres
- Précis historique sur la ville de Keraës, en français Carhaix, dans le département du Finisterre, et sur l'étymologie de son nom, première édition dans le Dictionnaire historique et géographique de la province de Bretagne, 1778, p. 146-160 (en ligne) ; nouv.  éd. 1843 (en ligne).
- Origines gauloises. Celles des plus anciens peuples de l'Europe puisées dans leur vraie source ou recherche sur la langue, l'origine et les antiquités des Celto-bretons de l'Armorique, pour servir à l'histoire ancienne et moderne de ce peuple et à celle des Français, publié entre 1792 et 1796.
  - En ligne sur archive.org (contient une Notice sur La Tour d'Auvergne-Corret. Discours lu à la séance publique de la société philotechnique, le 20 brumaire an 9)
  - et sur Google livres

### Anecdote
Une ballade de William McGonagall prétend que La Tour d'Auvergne défendit à lui tout seul une tour face aux Autrichiens, mais cela n'est pas avéré.

### Hommages
Toute l'armée regretta ce vieux brave qu'elle aimait à nommer son modèle. Son corps enveloppé de feuilles de chêne et de laurier fut déposé au lieu même où il fut tué. On lui éleva un monument sur lequel on grava cette épitaphe : LA TOUR D'AUVERGNE. On sait que son cœur embaumé était précieusement conservé par sa compagnie, et qu'à l'appel par son régiment jusqu'en 1814, le plus ancien sergent répondait au nom de La Tour d'Auvergne : Mort au champ d'honneur. Il devint ensuite, via Madame Guillart de Kersauzie, héritière de La Tour d'Auvergne, dont la fille se maria avec un ancêtre de la famille du Pontavice de Heussey, propriété de cette famille qui possédait le château de La Haye en Locmaria-Berrien.
Sa carrière militaire lui valut d'être cité sur l'Arc de Triomphe sous le nom « L Tr Dauvergne » sur la 18e colonne.
Sa dépouille, venue de Bavière, fut déposée au Panthéon de Paris le 4 août 1889 lors des cérémonies du centenaire de la Révolution française.
Une statue en bronze sculptée par le baron Carlo Marochetti a été érigée à Carhaix-Plouguer le 27 juin 1841. À cette occasion, le cœur embaumé de La Tour d'Auvergne fut transporté en grande cérémonie de Paris à Carhaix via Rennes. Le journal La Presse écrit en mars 1841 : « Lundi 8 mars est passé à Rennes M. Du Pontavice de Heussey, porteur de l'urne qui renferme le cœur de La Tour d'Auvergne, premier grenadier de France. L'urne est en argent et a trente centimètres de hauteur en y comprenant la grenade en vermeil qui la surmonte. Au milieu est un cœur surmonté d'une lance. […] À la partie inférieure de l'urne est gravé le distique suivant :
La Tour d'Auvergne est mort, mais c'est au champ d'honneur.
Envions son trépas, et conservons son cœur. »
À cette même occasion, Auguste Lallour, instituteur à Quimper, composa une longue gwerz en breton en son honneur (68 couplets, avec une version française très éloignée de l'original, par l'auteur lui-même).
À Carhaix, en 1900, les fêtes du centenaire de son décès durèrent quatre jours en présence d'une foule énorme et furent présidées par le ministre de la guerre, le général André. En 1904, l'urne d'argent renfermant son cœur est remise au cours d'une cérémonie militaire et patriotique aux Invalides par la famille du Pontavice de Heussey.
Une statue de La Tour d'Auvergne, peut-être par Élias Robert, est sur une des façades du Louvre, près de l'entrée du Carrousel, rue de Rivoli à Paris.
La bataille d'Oberhausen, pendant laquelle il mourut, est finalement remportée par la 46e demi-brigade. Le général Moreau, à la tête de l'Armée du Rhin, décide alors de faire acheter par la France une parcelle de terrain. Il signe l'acte de vente de la parcelle avec le curé de la paroisse le 12 septembre 1800. Il y fait ériger un monument à la mémoire du « premier grenadier ». Le monument, érigé peu après, fut inauguré par la général Moreau le 30 septembre. Il subit rapidement les outrages du temps, et doit être rénové par Eugène de Beauharnais, le beau-fils de Napoléon Ier. Le monument est à nouveau rénové en 1837, à la demande de Louis Ier de Bavière. Il acquiert alors sa forme actuelle. De nos jours, le monument est encore propriété française.

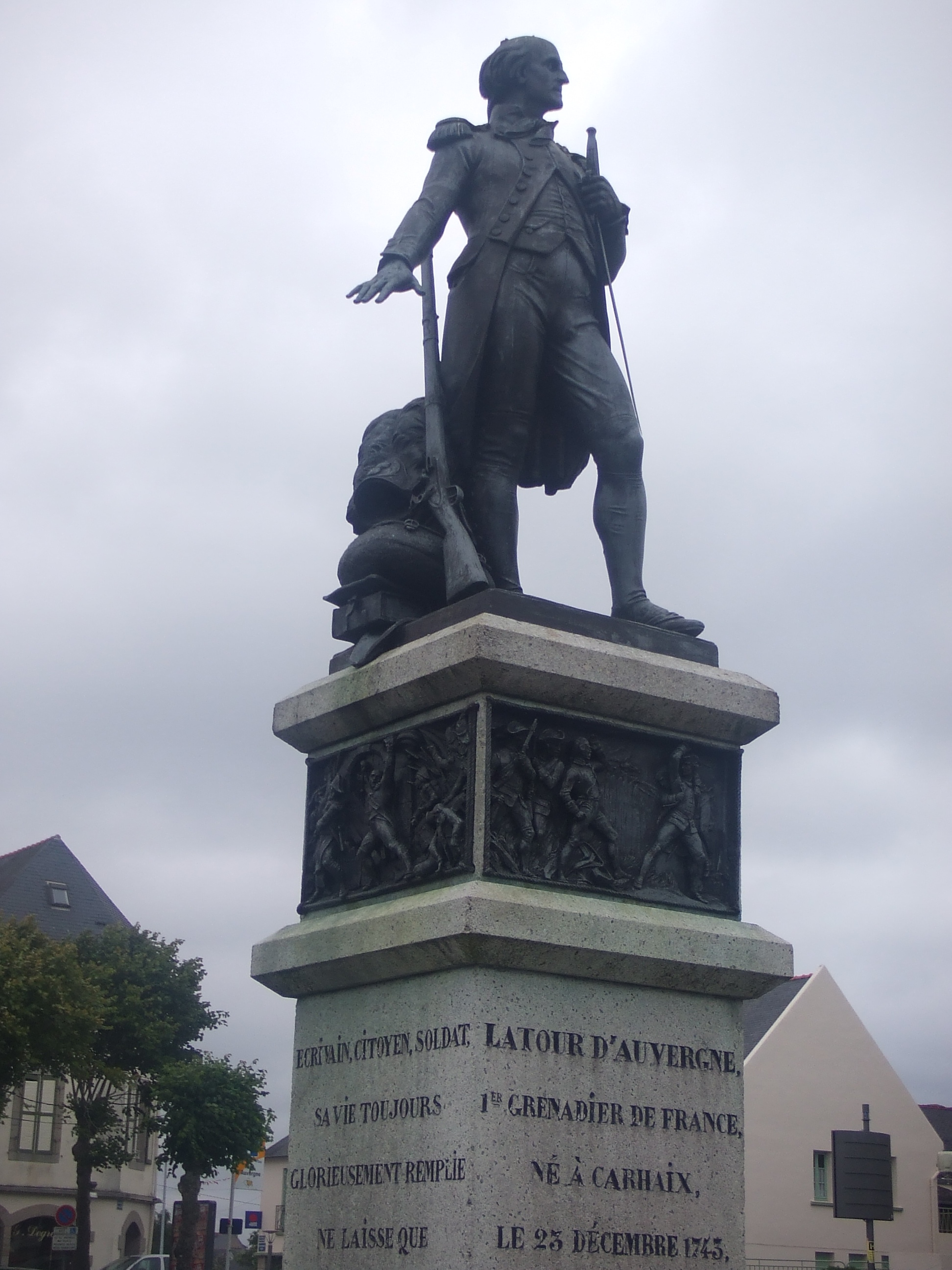
Statue à Carhaix-Plouguer.
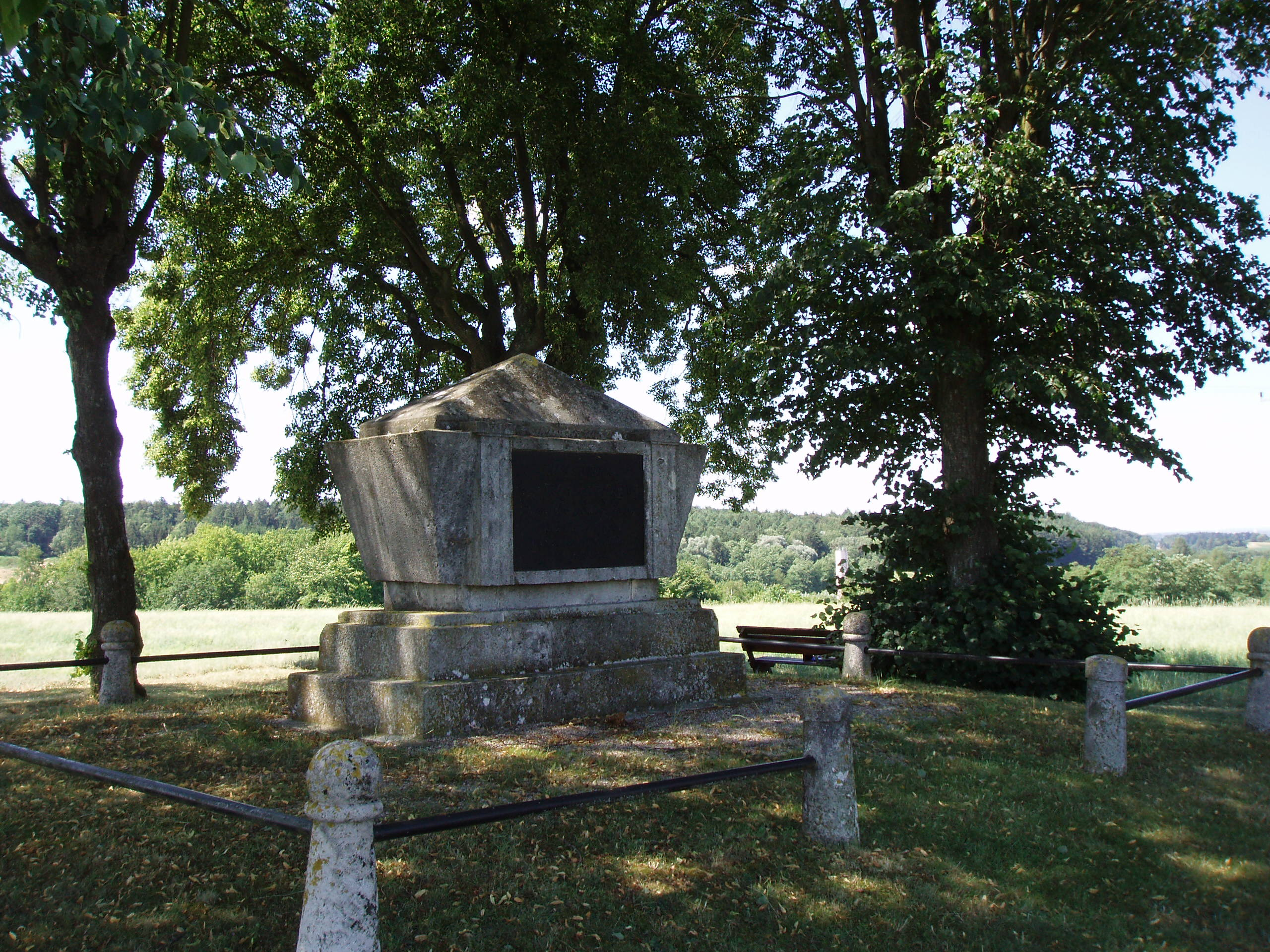
Monument à Oberhausen.
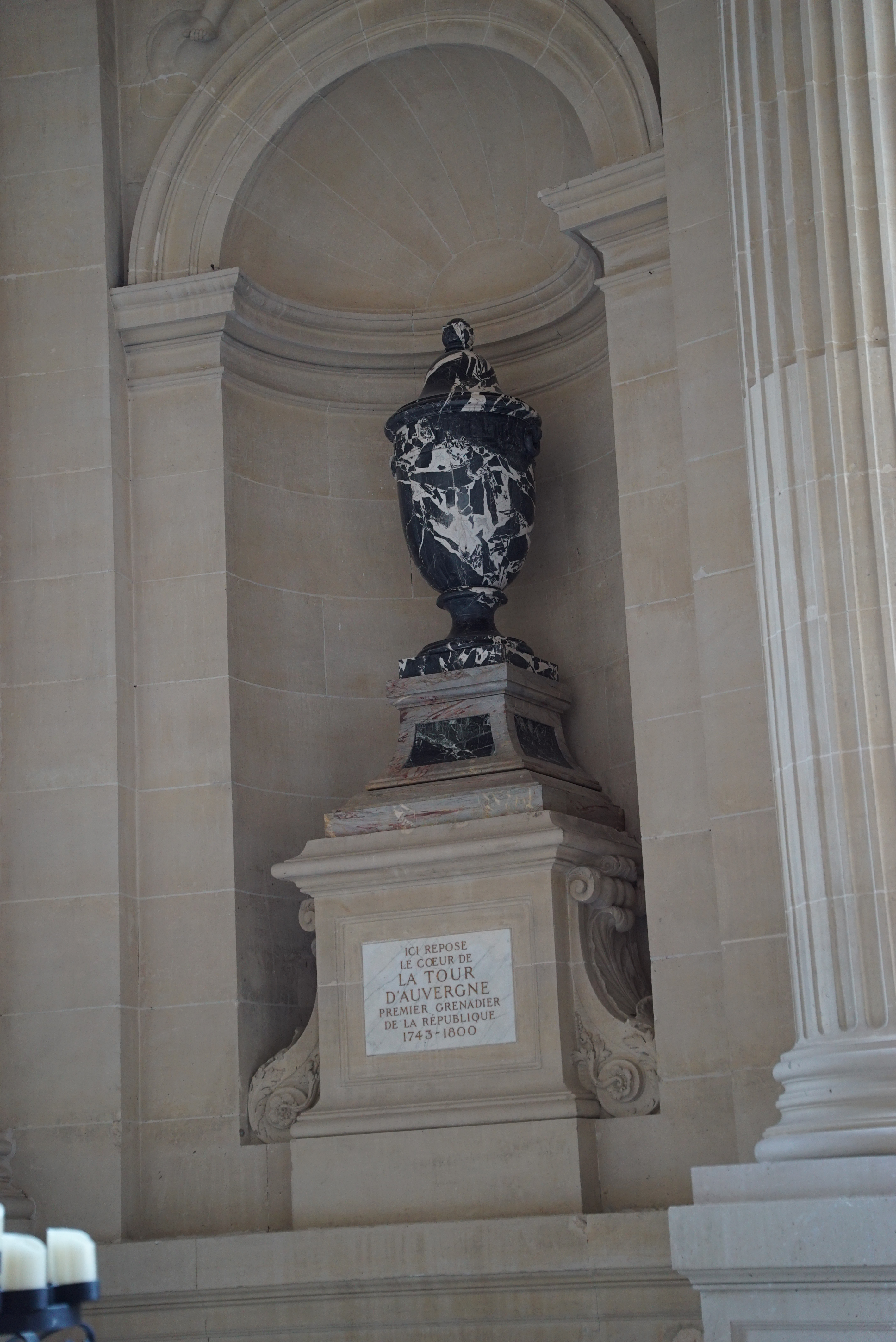
Son coeur en la chapelle st-Augustin, actuellement tombe de Hubert Lyautey, hôtel des Invalides.
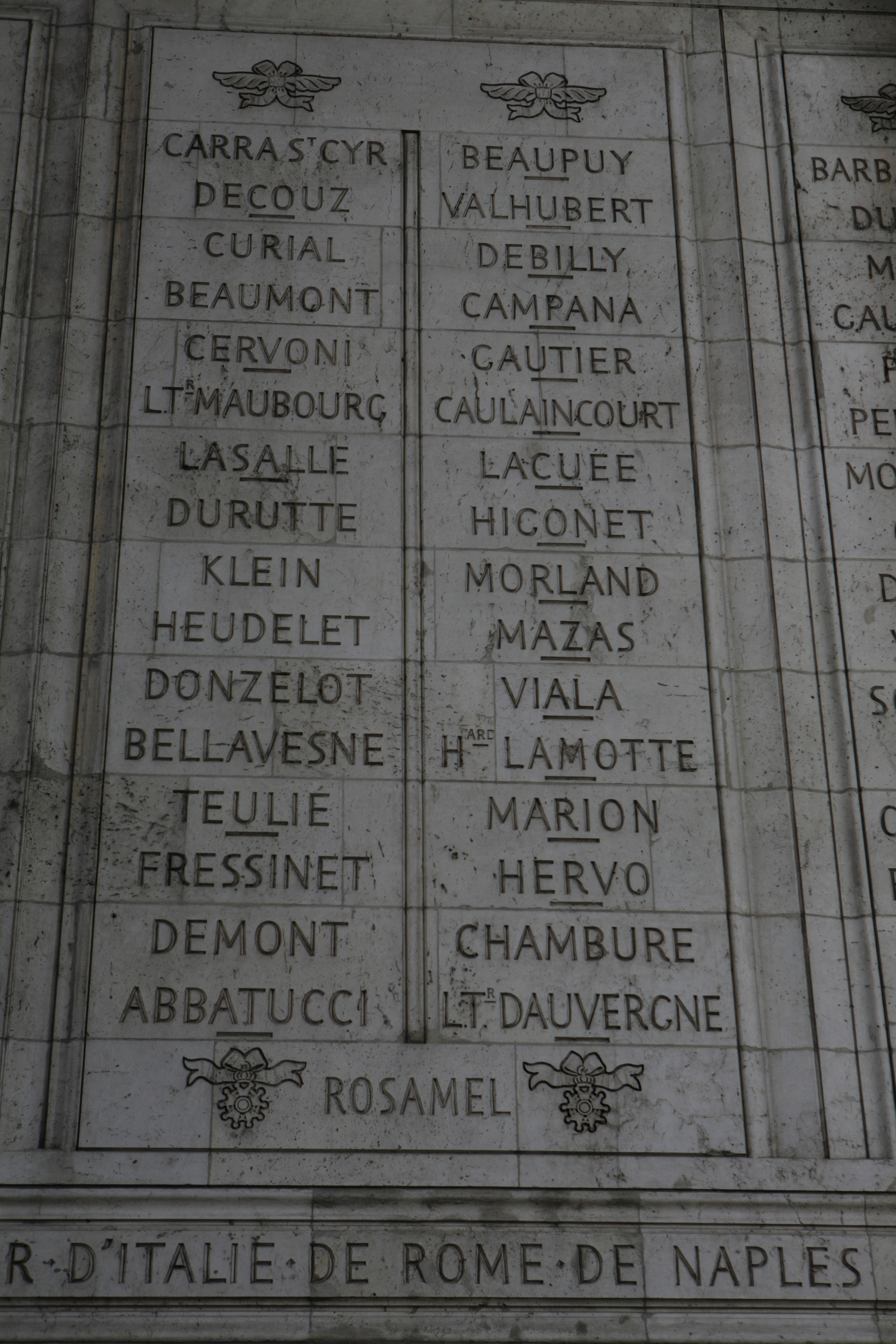
Noms gravés sous l'arc de triomphe de l'Étoile : pilier Est, 17e et 18e colonnes.